# Dysmorphie
Dysmorphie (aus dem altgriechisch δυς oder δύς zu dys deutsch ‚schlecht‘ [hier ‚fehl-‘] und μορφή morph ‚Form‘ [hier ‚-gestalt‘ oder ‚-bildung‘ wie allgemein das Gebilde]) ist der medizinische Fachausdruck für anlagebedingte Gestaltsauffälligkeiten, die einen fließenden Übergang zur normalen Gestalt aufweisen können. Manche Dysmorphiekombinationen sind für genetische Syndrome kennzeichnend, etwa Down-Syndrom oder KBG-Syndrom.